# Damme Golf & Country Club
Damme Golf & Country Club is een Belgische golfclub in Sijsele, een deelgemeente van Damme.

## De baan
De golfbaan van Damme ligt in een polderlandschap . Hij werd in 1987 aangelegd door golfbaanarchitect Joan Dudok van Heel en heeft een par van 72. Tegelijk werd de compact course, die een par van 33 heeft, aangelegd.
Sinds 2014 is ook de 9-holes baan "The Presidents Nine".

## Uitbreiding
In 1994 kochten de families Santens en Donck de oorspronkelijke initiatiefnemers uit. Twee jaar later wou de club graag uitbreiden; ze beschikte over een terrein van 25ha. Het duurde jaren voordat men van de overheid toestemming kreeg. Er werd onder andere eerst een archeologisch onderzoek gedaan, waarbij een Romeins grafveld uit de eerste eeuwen van onze jaartelling werd onderzocht.
De club had in 2008 ongeveer 1000 leden.

## Toernooien

#### PGA Kampioenschappen
Tweemaal zijn hier de prof kampioenschappen gespeeld. In 1990 was Chris Morton de winnaar; in 2004 waren het Laurent Richard bij de heren en Eun-Jeong Jung bij de dames.